# Boule-d'Amont
Boule-d'Amont (Catalaans: Bula d'Amunt) is een gemeente in het Franse departement Pyrénées-Orientales (regio Occitanie). De plaats maakt deel uit van het arrondissement Prades. Boule-d'Amont telde op 1 januari 2022 64 inwoners.

## Geografie
De oppervlakte van Boule-d'Amont bedroeg op 1 januari 2022 23,22 vierkante kilometer; de bevolkingsdichtheid was toen 2,8 inwoners per km².

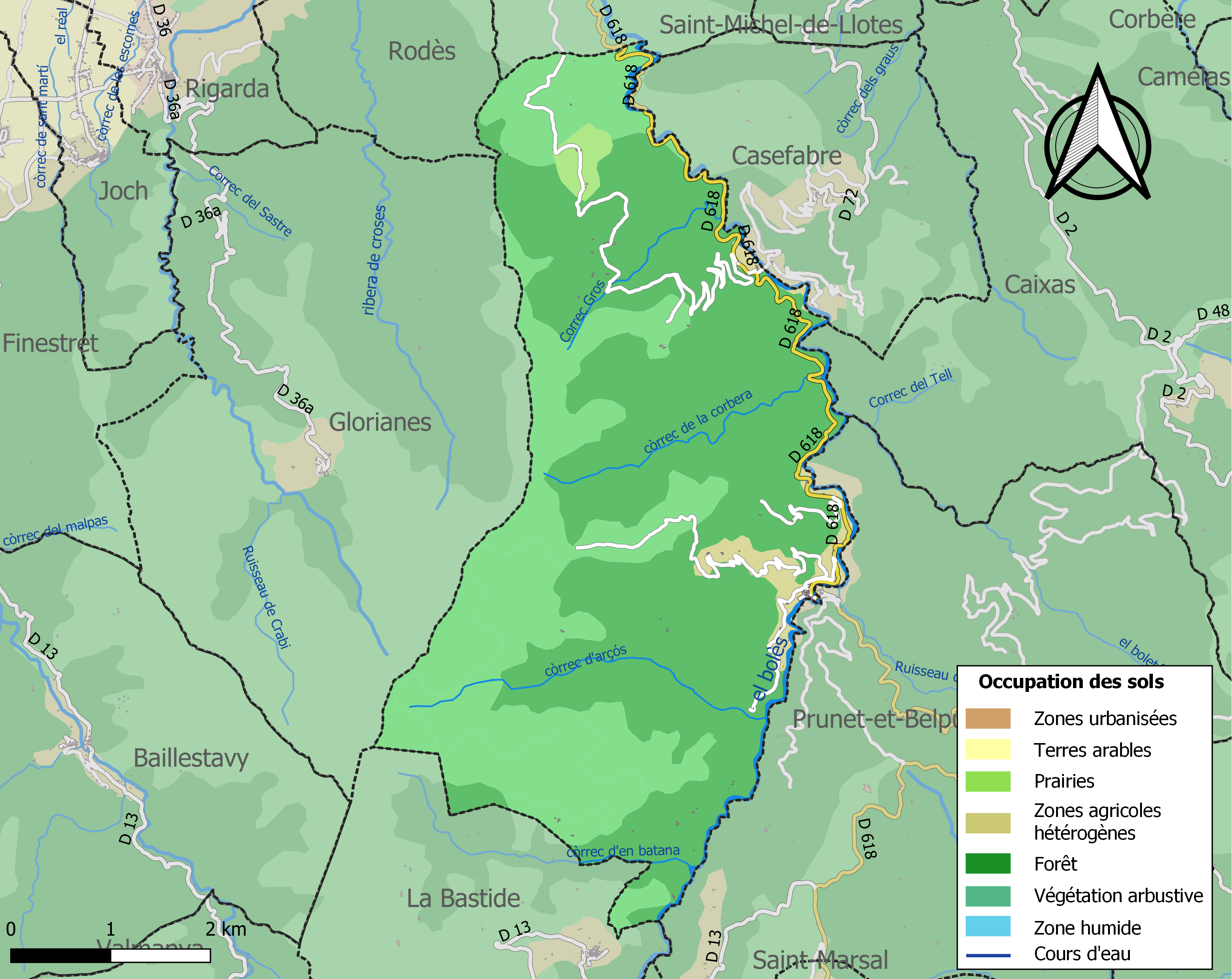
Kaart van de gemeente met de belangrijkste infrastructuur, bodemgebruik en omliggende gemeenten

## Demografie
Onderstaande figuur toont het verloop van het inwonertal (bron: INSEE-tellingen).

## Afbeeldingen

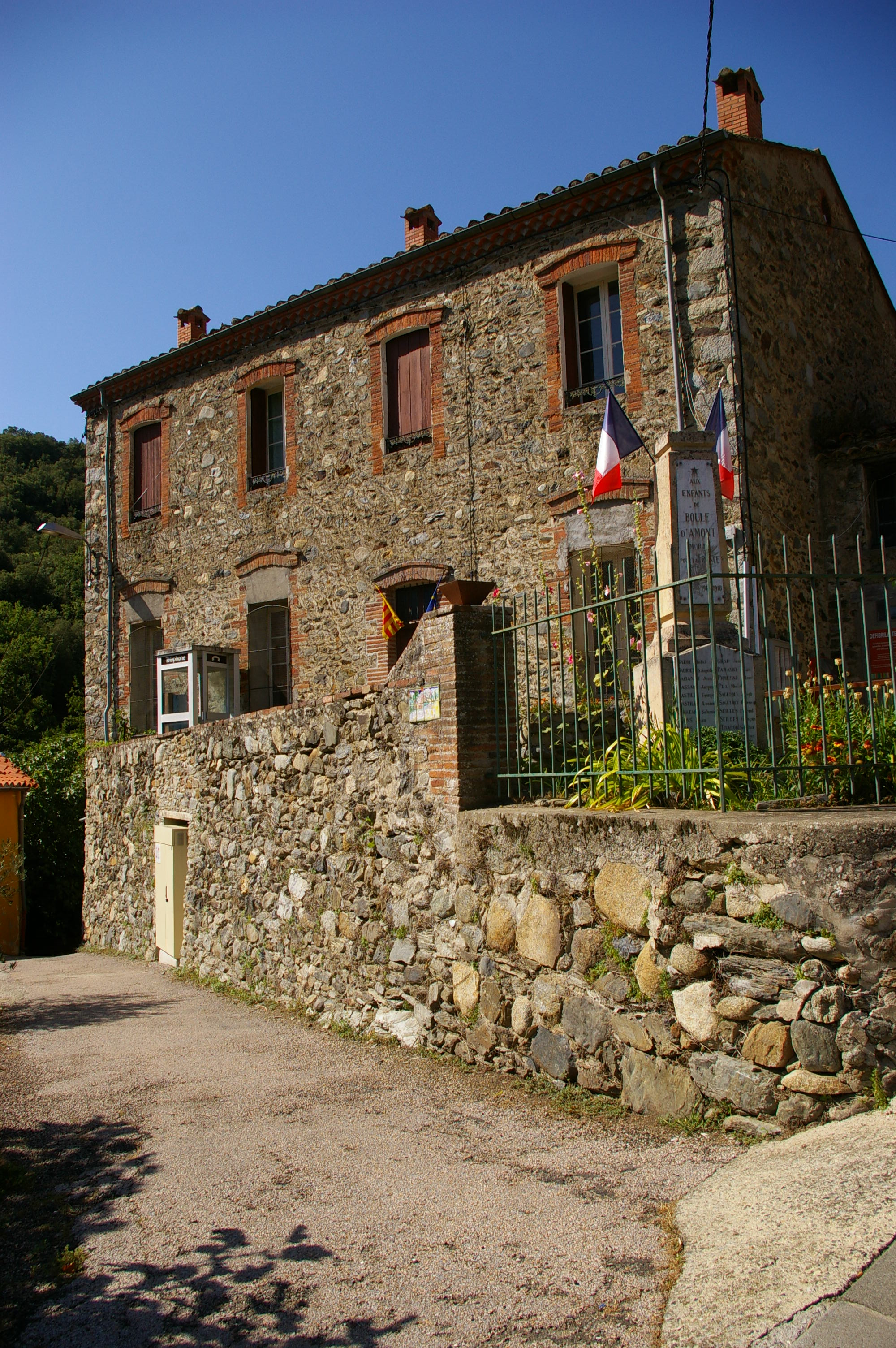
Gemeentehuis
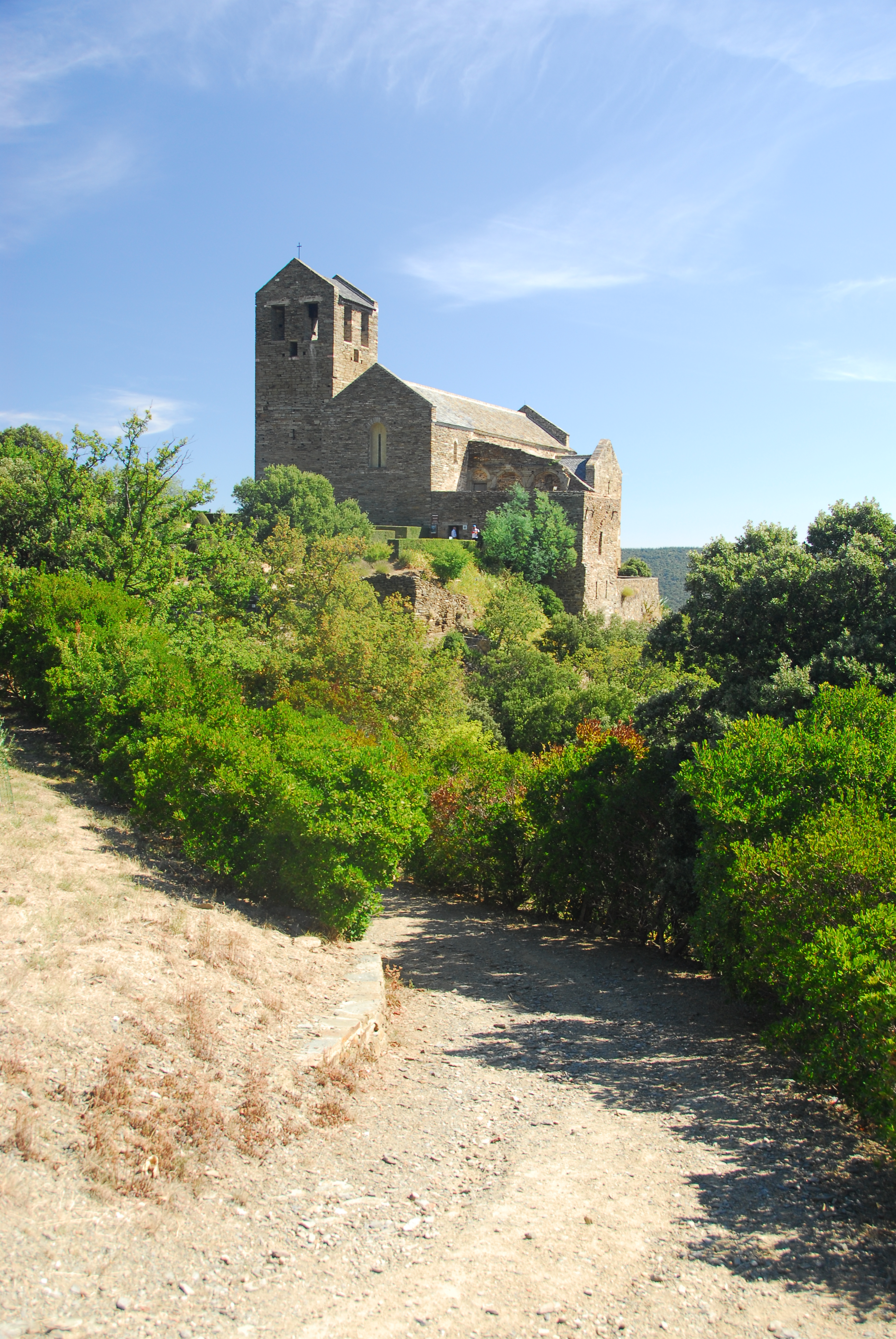
Prieuré de Serrabone
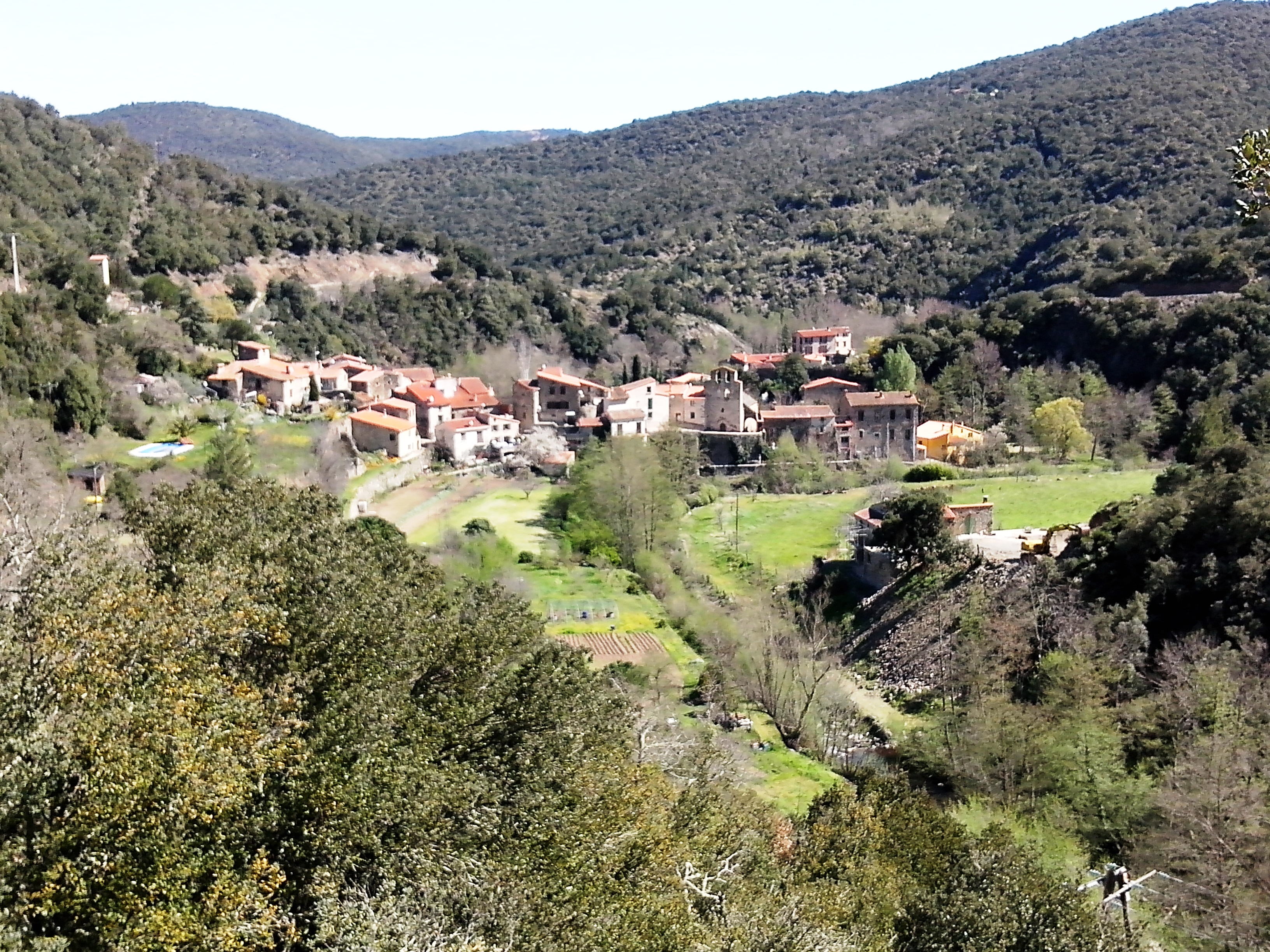
Gezicht op Boule-d'Amont